# 仙台ヒルズホテル
仙台ヒルズホテル（せんだいヒルズホテル）は、宮城県仙台市泉区にあるシティホテル。パシフィックゴルフマネージメント株式会社（PGMホールディングスの連結子会社）が運営する。

## 概要
仙台駅から北西に約7km程の丘陵造成地に位置するシティホテル。標高約180mの高さにあり、仙台市都心部を望むことができる。敷地内にゴルフ場が併設されているほか、仙台大観音が隣接する。
全室35m2以上という広い居室空間が特長で、各部屋にベランダもついている。大小5つの宴会場があり、会議や展示会の会場として利用される。

## 沿革
- 1991年
  - 9月1日 - 地元デベロッパーであった双葉綜合開発によって建設されてニューワールドホテルとして開業。敷地内には27ホール[注 1]からなるゴルフ場・ニューワールドゴルフクラブ（現：仙台ヒルズゴルフ倶楽部[1]）を併設。
- 2000年
  - 運営企業が合併によって双葉綜合開発から環境建設へ変更。
- 2004年
  - 4月14日 - 環境建設が倒産。
  - 12月16日 - ニューワールドホテルの営業を休止。
- 2005年
  - 9月30日 - NWゴルフクラブが環境建設から土地と建物を買収。ゴルフ場の運営はパシフィックゴルフマネージメントが行う。ホテルに関しては営業を再開させず、新たな営業譲渡先を探す方針を打ち出す。
- 2008年
  - 3月5日 - ホテル事業をベストウェスタングループに賃貸することを決定。
  - 8月1日 - ベストウェスタンホテル仙台として開業。開業にあたり、203室あった客室数を179室に減らして大幅なリニューアルを行った。
  - 10月1日 - フィットネスクラブと宴会場をオープン。
- 2016年
  - 3月7日 - 仙台ジョイテルホテルとして開業。
- 2017年
  - 9月1日 - パシフィックゴルフマネージメントが仙台ジョイテルホテルを直営化して運営を行うことを発表[2]。
- 2018年
  - 1月1日 - 仙台ヒルズホテルとして開業。

## 施設
レストラン
- カノン（2階）

フィットネスクラブ・大浴場
- りらいぶ（3階）

エステサロン
- サロンド・ボヌール（12階）

宴会場
- ARGO - 350m2
- VOYAGE - 70m2
- FESTA - 60m2
- HELIOS I- 170m2
- HELIOS II - 100m2

いずれも1階、もしくは13階に所在。

## 交通アクセス

### 公共交通機関
- 仙台市営バス
[S815][S910]系統 仙台駅より約33分（「仙台大観音前」バス停下車 徒歩2分）

### 車
- E4 東北道 仙台宮城ICより約10分
- 泉中央駅より約10分
- 仙台駅より約20分